# Našicecement
Našicecement d.d. je najmodernija i jedina kontinentalna cementara u Hrvatskoj, te druga po veličini, s godišnjom proizvodnjom od preko 1 milijun tona cementa i zidarskog maltera namal. Našicecement se nalazi u vlasništvu NEXE grupe kojoj ostvaruje preko 50% dobiti. Posjeduje certifikat kvalitete ISO 9001:2000 i certifikat zaštite okoliša ISO 14001:1996.

## Povijest
24. prosinca 1974. godine sklopljen je prvi ugovor za isporuku opreme za izgradnju Tvornice cementa u Našicama s rumunjskim dobavljačem Uzinexportimport, te uvoznikom iz Rijeke – tvrtkom Brodomaterijal, a na temelju odobrenja Izvršnog vijeća Sabora SRH za inozemno zaduženje Našica za gradnju cementare. 
U veljači 1975. godine donijet je akt o osnivanju Radne organizacije «Našice» tvornica cementa u izgradnji, a u ožujku iste godine i rješenje Privrednog suda u Osijeku o upisu RO «Našice» u registar suda. 
Uz sve poteškoće pri izgradnji tvornice i montaži opreme, probna proizvodnja započela je 01.09.1980. godine, a prvi je cement samljeven 16.04.1980. te se na taj datum obilježava Dan tvornice. 
Tek 1. listopada 1981. godine stvoreni su svi tehnički uvjeti za normalno odvijanje proizvodnje, te je započela redovna proizvodnja. 
Razdoblje do 1989. godine obilježili su problemi s nedovoljnim iskustvom radne snage, nekvalitetnom opremom i kreditnim zaduženjima. Usporedo s promjenama u društvu, od 1989. godine počelo je razdoblje tehnološke i tehničke modernizacije tvrtke. Tvornici je ime promijenjeno u Našicecement d.d. Našice i kontinuiranim ulaganjima danas predstavlja jednog od najznačajnijih gospodarskih subjekata u Hrvatskoj. 

## Tehnološki proces
Tehnološki proces proizvodnje cementa sastoji se od 4 odvojena podprocesa:

### Priprema sirovine
Iskop sirovine vrši se na eksploatacionom polju Bukova glava i Vranović.
Sirovina se sastoji od dvije komponente. Visoka komponenta VK (više od 75,7% CaCO3) i niska NK (manje od 75,7% CaCO3).
Sirovina se dovozi teškom mehanizacijom do prihvatnog lijevka VK 50m3, NK 29.4m3 odakle se pločastim transporterom "hrani" valjkasta nazubljena drobilica kapaciteta 500 t/h. Drobilica se sastoji od primarne i sekundarne. U primarnoj se sirovina granulacije 0-0,8 m (max.1.2m) usitnjava na 0-200mm, a zatim se u sekundarnoj dodatno smanjuje na 0-50mm uz toleranciju da do 10% sirovine smije biti granulacije do 100mm. Takva sirovina se dalje sustavom gumenih transportera skladišti u natkrivenoj hali sirovine (depo sirovine). Tračnim transporterima komponente se dovode u rotacionu sušaru sirovine te se nakon sušenja pune bunkeri. Svaka komponenta u svoj bunker (VK i NK). Iz bunkera u propisanim omjerima šalje se sirovina u cijevni mlin s kuglama. Samljevena sirovina, sirovinsko brašno diže se elevatorom u silos homogenizacije, gdje se kombinacijom ispuštanja iz 2 do 7 bunkera postiže točno određeni sastav
sirovinskog brašna pogodan za dobivanje klinkera pečenjem u rotacionoj peći.
Za proizvodnju sirovinskog brašna godišnje se potroši oko 1,3 milijuna tona visokokarbonatne, 100 tisuća tona niskokarbonatne sirovine, uz 30 tisuća tona vapnenca.

### Proizvodnja klinkera
U Našicecementu vrši se na tzv. "vrućoj liniji" suhim postupkom u postrojenju s četverostupanjskim ciklonskim izmjenjivačima topline, rotacijskom peći te hladnjakom s jednim rostom. Prije ulaska sirovine u četvrti izmjenjivač dolazi do prijenosa topline s goriva na sirovinu te dekarbonizacije (otkiseljavanja) sirovine koja ulazi u peć, gdje se ovaj proces nastavlja do sinteriranja i stvaranja klinker minerala u sinter zoni rotacijske
peći. Na izlazu iz peći klinker prolazi kroz zonu hlađenja i pada u hladnjak gdje se upuhivanjem zraka naglo hladi. Preko drobilice klinkera, lančastog, sandučastog i sustava tračnih transportera, tako ohlađeni i zdrobljeni klinker dolazi u jedan od tri silosa klinkera. Izlazni plinovi hladnjaka otprašuju se u ciklonskim otprašivačima, a odvojena prašina klinkera vraća se u lančasti transporter. Transport plinova iz hladnjaka preko peći i izmjenjivača topline vrši se glavnim ventilatorom. Dalje se plinovi jednim dijelom vode preko rashladnog tornja u koji se ubrizgava voda radi kondicioniranja plina, a drugim dijelom preko ventilatora mlina sirovine kroz sekundarnu drobilicu i mlin sirovine te preko vrećastog filtera pomoću ventilatora u dimnjak.
Kapacitet rotacijske peći je 2.400 t/dan klinkera što iznosi približno milijun tona godišnje. Kao glavni energent za proizvodnju klinkera koristi se ugljen. Ugljen se doprema iz Ukrajine brodom do Luke Tranzit Osijek d.o.o, odakle se kamionima dovozi do tvornice. Godišnje se potroši cca 90.000 t ugljena koji se dnevno dovozi iz Osijeka s 12 kamiona (cca 300 t).

### Proizvodnja cementa
Cement se dobiva mljevenjem u tri cijevna mlina s kuglama doziranjem u određenim omjerima klinkera, gipsa, troske i tufa. Nakon meljave, gotovi cementni
proizvod se zračnim transportom transportira u silose cementa. 

### Pakiranje i otprema
Cement iz silosa se zatim može pakirati u vreće i paletizirati (na ukupno dvije automatizirane linije za uvrećavanje i paletiziranje) ili ispuštati u rasutom stanju u auto cisterne. Cement se distribuira na tržište cestovnim transportom – u kamionima (u paletiziranom stanju) ili specijalnim autocisternama (u rasutom stanju).

## Zbrinjavanje otpada
Cementna industrija je idealna za spaljivanje nekih vrsta otpada. Dio goriva u procesu proizvodnje klinkera, zamijenjen je otpadnim uljem i gumama. Učestala su spaljivanja narkotika, zapljenjenih cigareta i starih zaliha ljekova. To je moguće zbog visokih temperatura u sinter zoni rotacione peći, gdje se otrovi u potpunosti razgrađuju, a cement koji tom prilikom nastaje može se koristiti. Čak i za npr. izgradnju tankove za pitku vodu.

### Prihvat otpadnog ulja
Postrojenje za prihvat otpadnih ulja I. i II. kategorije je izgrađeno u rujnu 2006. Spremnik kapaciteta 100 m3 je smješten u propisnoj tankvani i nalazi se u zatvorenom, natkrivenom skladištu, uz deponiju ugljena.

### Prihvat rabljenih guma
Vanjska betonirana površina za prihvat rabljenih guma je površine 600 m2. Na deponiji se u prosjeku nalazi preko 1000 t guma. Gume se transporterom podižu do dozatora na ulazu u rotacijsku peć. 

## Zanimljivosti
- tvornica troši više električne energije od grada Zagreba
- jedina cementara u hrvatskom vlasništvu
- mlin cementa 3 za pogon koristi trofazni elektromotor snage 3.6 MW
- u proizvodnji cementa više CO2 nastaje u procesu proizvodnje klinkera, nego od izgaranja ugljena
- Našicecement je najveći konzument opojnih droga u Hrvatskoj (u proteklih nekoliko godina više puta su se spaljivale velikih količina narkotika)
- svi ispusti (40) su izvedeni preko vrećastih uređaja za otprašivanje, osim jednog elektrofiltera koji je ugrađen na ispustu sušare dodataka